# Đeravica
Đeravica (sau Djeravica; în albaneză Gjeravica) este un vârf din Munții Prokletije, din Alpii Dinarici. Cu o altitudine maximă de 2.656 m, este cel mai înalt vârf muntos din Kosovo.
Până la obținerea independenței statului Kosovo, Đeravica era cel mai înalt punct din Serbia, record deținut în prezent de Midžor.